# Полигоно (Болцано)
Полигоно је насеље у Италији у округу Болцано, региону Трентино-Јужни Тирол.
Према процени из 2011. у насељу је живело 106 становника. Насеље се налази на надморској висини од 1395 м.